# Brzeziny (Rybnik)
Brzeziny (niem. Brzezina) – część miasta Rybnika położona na południowy wschód od centrum miasta. 
Jej głównymi osiami są ulice Świerklańska, Stefana Żeromskiego

## Komunikacja
W tej części miasta znajduje się kilka przystanków autobusowych obsługiwanych przez Komunikację Miejską Rybnik (KMR)